# Pikenýr

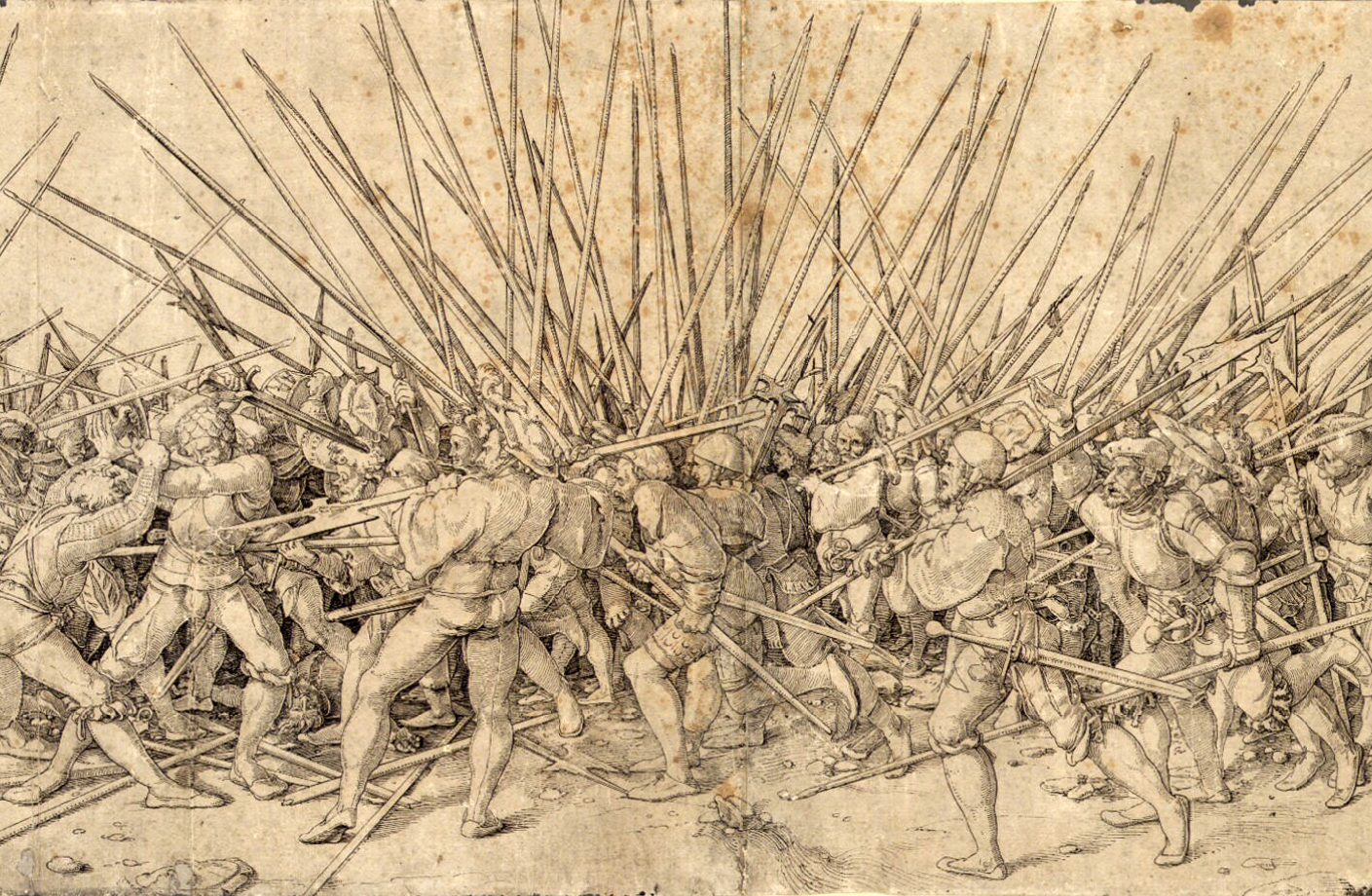
Pikenýři v boji

Pikenýr byl příslušník pěchoty, který byl vyzbrojen píkou (kopím). 
Vznik útvarů pikenýrů se datuje do 15. století. Tito vojáci byli vyzbrojeni píkami o délce 2,5 až 5,5 metru. Vrcholem činnosti pikenýrů se stala třicetiletá válka, kdy tito vojáci v sestavě s mušketýry tvořili páteř tehdejších žoldnéřských vojsk. 
Pikenýři 17. století byli vyzbrojeni 6 metrů dlouhým kopím, které bylo opatřené na opačném konci bodcem, který je umožňoval zarazit do země. Stejně jako mušketýři byli i kopiníci vyzbrojeni kordem. Oproti mušketýrům nosili kopiníci částečnou plátovou půlzbroj, skládající se z předního a zadního kyrysu, přilby a někdy i dvou plechových šosů, chránících stehna. 

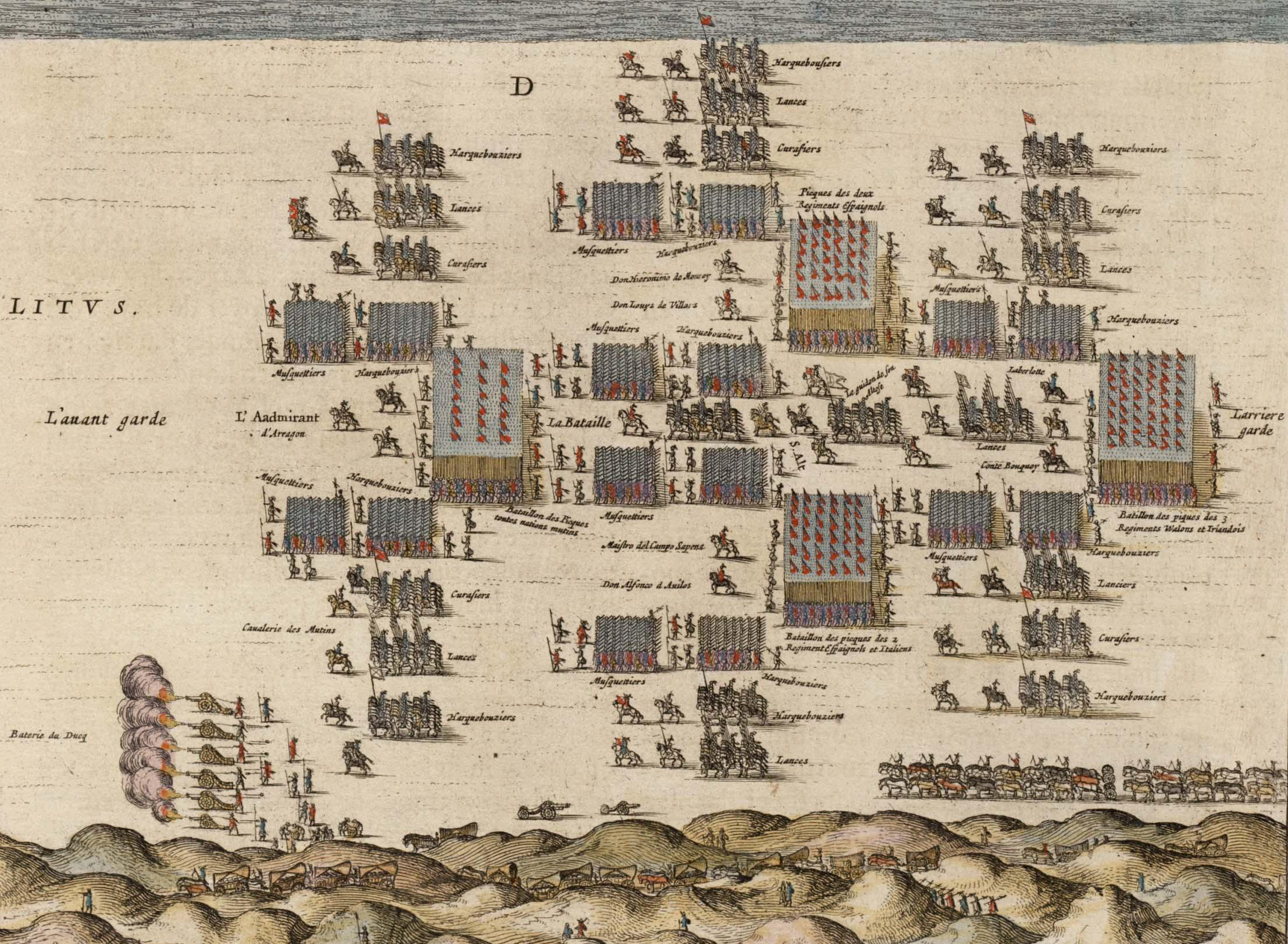
Tercie vojska 17. století

Pikenýři byli vycvičeni v boji jak proti jezdectvu, tak proti nepřátelské pěchotě. Spolu s mušketýry vytvářeli bojové sestavy, které umožňovaly ochranu střelců při nepřátelském útoku. Jednou z těchto sestav byla španělská tercie, vytvořená ze dvou až tří tisíc mušketýrů a pikenýrů. Základem této těžké sestavy byl čtverec složený z pikenýrů, kolem něhož byl vytvořen z mušketýrů obvod o několika řadách. Ke každému z rohů tohoto mohutného čtverce byla připojena menší čtvercová sestava mušketýrů. Tyto tercie byly v bitvách řazeny do šachovnicového postavení, přičemž se mezi ně vkládaly pluky nebo korouhve. Před sestavy bylo stavěno do palebného postavení dělostřelectvo. Tento způsob bojové sestavy byl užit vojskem Katolické ligy v bitvě na Bílé hoře. V průběhu třicetileté války došlo k dalšímu rozvoji lineární bojové sestavy a lineární taktiky. 
Počet pikenýrů se s rozvojem střelby snižoval, z bojiště pikenýři zmizeli na přelomu 17. a 18. století, kdy se začaly užívat pušky s křesadlovým zámkem a bodáky.